# Messinská úžina

Historická mapa Messinské úžiny

Messinský průliv nebo Messinská úžina (italsky Stretto di Messina)
je průliv mezi Apeninským poloostrovem a Sicílií. Spojuje Tyrhénské moře a Jónské moře.
Průliv má v nejužším místě šířku 3,5 kilometrů a hloubku 115 metrů.
Nejdůležitějším přístavem je Messina na severovýchodě Sicílie.
Přes průliv se již od druhé poloviny 20. století plánuje výstavba kombinovaného silničního a železničního visutého mostu. O pokračování plánování výstavby rozhodla naposledy italská vláda v březnu 2023.

## Doprava
Od roku 1899 je v průlivu v provozu železniční trajekt pro osobní i nákladní dopravu mezi městy Villa San Giovanni a Messina. Mezi Messinou a Reggio di Calabria jsou pravidelně provozovány také křídlové čluny.
Od roku 1955 do roku 1957 bylo nad úžinou vybudováno nadzemní vedení o napětí 220 kV (od roku 1971 vedlo 150 kV). Jeho stožáry vysoké 232 metrů patří k nejvyšším na světě. Toto vedení byla sice v roce 1985 nahrazeno podmořským kabelem, ale stožáry zůstaly a jsou chráněny jako technické památky.

### Most

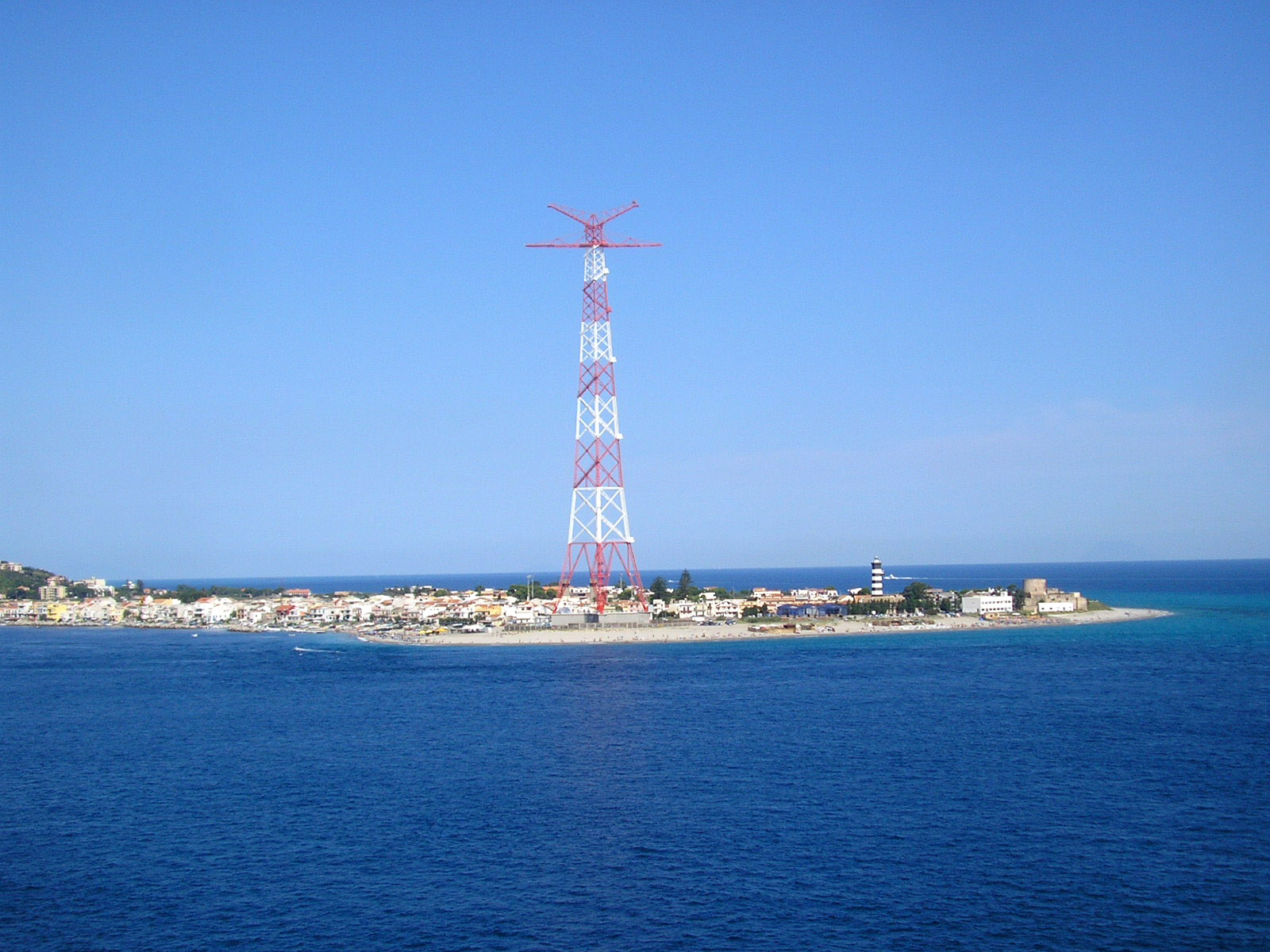
Stožár bývalého vedení u Torre Faro na sicilské straně

Ačkoliv už ve starověku existovaly plány na vybudování mostu most mezi Sicílií a pevninou, nikdy nebyl žádný projekt realizován. Důvodem byly převážně finanční problémy a nevyřešené technické otázky v případě zemětřesení v této seismické vysoce rizikové oblasti či silný vítr v této oblasti. Projektem mostu se zabýval již Archimédés. V šedesátých letech 20. století navrhl most německý stavební inženýr Fritz Leonhardt.
V architektonické soutěži v roce 1970 vzniklo pět návrhů na most a jeden projekt tunelu. Provedení vybraného plánu mělo trvat 7 let a zpočátku odpovídaly odhadované náklady ekvivalentu 3,5 miliardy západoněmeckých marek. V následujících letech se však odhadované náklady zvýšily na ekvivalent 7 miliard marek. Italská vláda se projektu vzdala v roce 1975 kvůli nedostatku financí.
V říjnu 2005, za vlády Silvia Berlusconiho schválil italský parlament smlouvu na vybudování visutého mostu o délce 3,3 km přes Messinskou úžinu s italskou stavební společností Impregilo. Most měl být 3,3 km dlouhý, 60 metrů široký, zavěšen měl být na dvou pilířích o výšce 382 metrů, tedy vyššími než Empire State Building. Měl mít šestiproudovou vozovku, železniční trať s kapacitou 200 souprav denně a dva chodníky pro pěší. Projekt za přibližně 4 miliardy eur měl být realizován v letech 2006 až 2012. Vláda Romana Prodiho projekt zastavila v říjnu 2006. Ačkoliv opět zvolený premiér Silvio Berlusconi v roce 2009 prohlásil, že most by měl být hotov v roce 2016, v únoru 2013 byla stavba opět zastavena.
V březnu 2023 schválila italská vláda pod vedením Giorgie Meloniové zákonný dekret o pokračování plánování výstavby Messinského mostu přestavbou stávajícího projektu. Očekávalo se tedy, že práce na jeho plánování budou pokračovat v roce 2024. V roce 2025 italská vláda schválila zahájení výstavby mostu. Šlo by o nejdelší visutý most na světě.